# Cariacica
Cariacica é um município brasileiro no estado do Espírito Santo, Região Sudeste do país. Pertence à Região Metropolitana da Grande Vitória, estando situado a cerca de 20 km da capital estadual. Ocupa uma área de aproximadamente 280 km², sendo que 63 km² estão em área urbana, e sua população foi estimada em 375 485 habitantes em 2024, o que faz do município o terceiro mais populoso do Espírito Santo.
Sua localização privilegiada faz de Cariacica um importante centro entre o litoral e a região serrana do Espírito Santo, sendo cortada pelas rodovias BR-262 e BR-101, e por ferrovias importantes como a Estrada de Ferro Vitória a Minas e a Estrada de Ferro Leopoldina.

## Etimologia
Segundo os antigos habitantes, o nome surgiu da expressão "Cari-jaci-caá", utilizada pelos índios para identificar o porto onde desembarcavam os imigrantes. Sua tradução é "chegada do homem branco".
Para Eduardo Navarro, vem de ûakary, acari, peixe + asyka: acari pitoco, de rabo cortado.

## História
Por volta do ano 1000, a maior parte do litoral brasileiro foi invadido por povos tupis procedentes dos vales dos rios Madeira e Xingu, na margem direita do Rio Amazonas. Eles expulsaram os habitantes anteriores, falantes de línguas do tronco linguístico macro-jê, para o interior do continente. No século XVI, o sul do atual estado do Espírito Santo era habitado pela nação tupi dos temiminós. Nesse século, chegaram, procedentes de Vila Velha, os primeiros colonos portugueses, que implantaram engenhos de açúcar baseados no trabalho escravo de índios e negros.

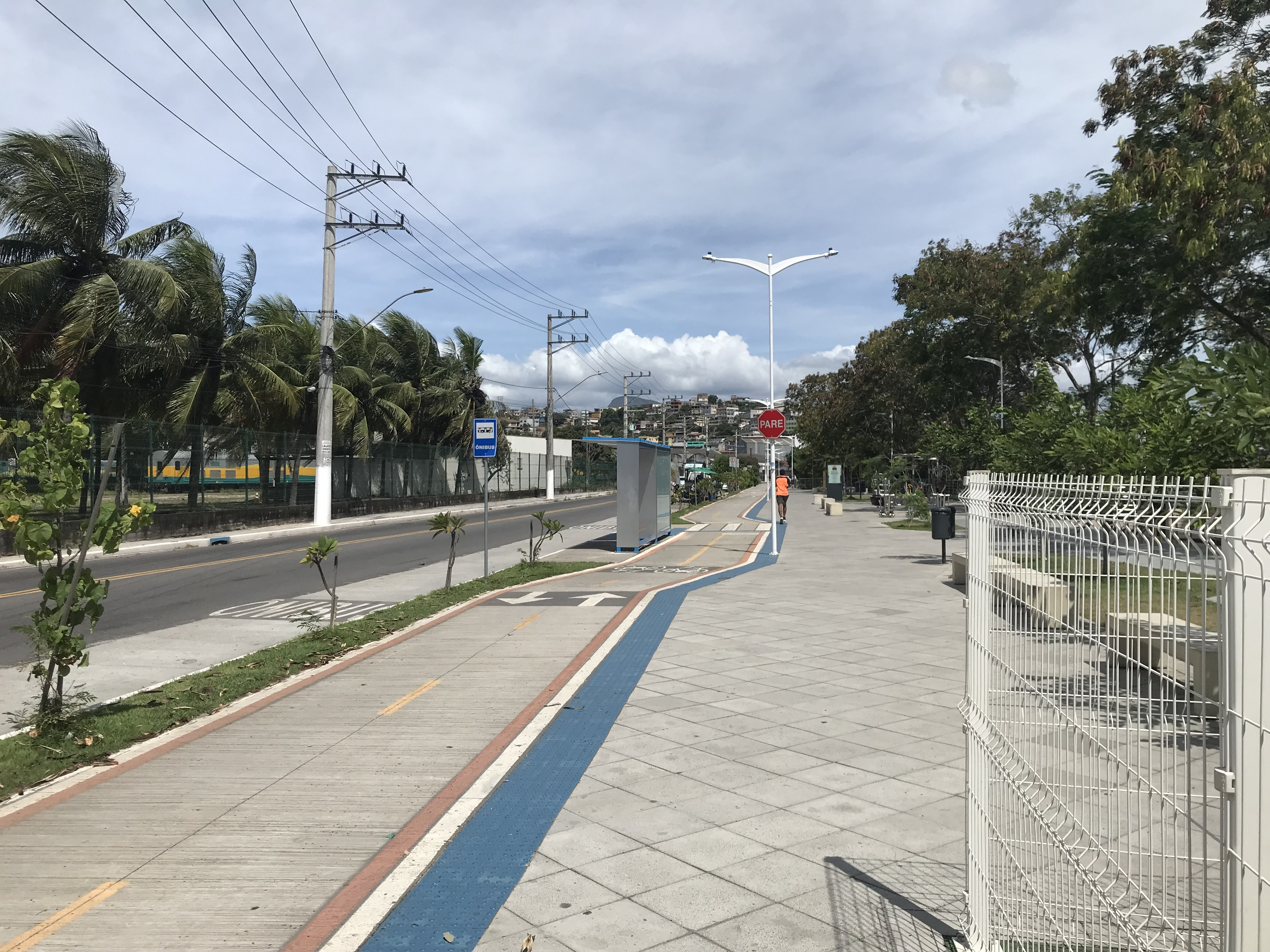
Parte da orla da cidade, obra construída no ano de 2022. Localizada na Avenida Vale do Rio Doce.

Em 1829, chegaram os primeiros colonos alemães e pomeranos. Em 1837, tropeiros que vinham da região de Santa Tereza e Santa Leopoldina trazendo parte de suas produções em lombos de cavalos para serem escoadas no porto de Cariacica faziam parada em um planalto que posteriormente foi elevado à condição de Freguesia de São João Batista e onde foi construída a Igreja de São João Batista, região conhecida como o primeiro núcleo urbano da Vila de Cariacica. Em 1890, Cariacica se separou de Vitória, virando um município independente. Na década de 1960, o município tornou-se um importante polo industrial, processo que foi interrompido com a criação do porto de Tubarão, em Vitória, em 1967, e a consequente atração de investimentos para Vitória em prejuízo de Cariacica.
O município de Cariacica foi criado pelo decreto 57, de 25 de novembro de 1890 e instalado em 30 de dezembro do mesmo ano.

## Geografia

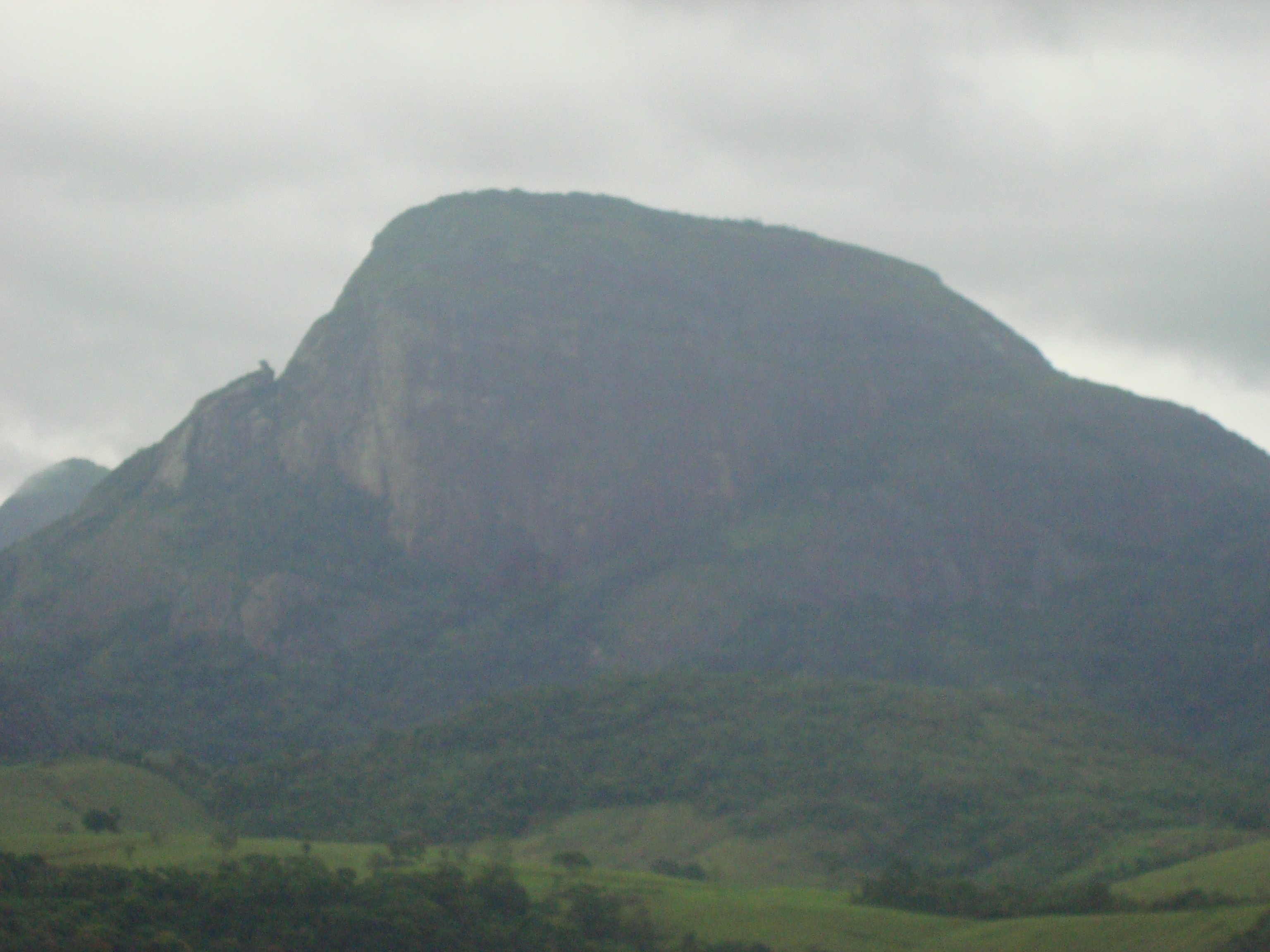
Monte Mochuara em Cariacica

Possui uma área de 279,98 km², correspondente a 0,6% do território estadual, limitando-se ao norte com Santa Leopoldina, ao sul com Viana, a leste com Vila Velha, Serra e Vitória e a oeste com Domingos Martins. A sede fica a 15,8 quilômetros da capital, Vitória. Tem uma população de 348 933 habitantes, segundo o censo de 2010, sendo que 95% estão na área urbana. Ela se situa na Região Metropolitana da Grande Vitória.
Cariacica é considerada a "porta de entrada" de Vitória. Neste município, se encontra a Estação Ferroviária Pedro Nolasco, ponto de partida do trem de passageiros da Estrada de Ferro Vitória a Minas (EFVM), que liga diariamente a cidade a capital do estado de Minas Gerais, Belo Horizonte. O município é cortado pelas rodovias BR 101 e BR 262, as duas principais rodovias federais que atravessam o Estado do Espírito Santo. O município também é cortado pela rodovia estadual ES-080, que liga a região serrana do Espírito Santo à Grande Vitória.
Cariacica também é cortada por uma segunda e também importante ferrovia: a Linha do Litoral da antiga Estrada de Ferro Leopoldina, que liga a cidade ao Rio de Janeiro e ao município vizinho de Vila Velha. Atualmente, se encontra concedida ao transporte de cargas pela Ferrovia Centro Atlântica, porém a linha da Leopoldina somente atravessa o município, que nunca possuiu uma estação ferroviária desta.
Seus centros comerciais são: Campo Grande, Bela Aurora, Castelo Branco, Jardim América, Porto de Santana e Itacibá.

### Relevo
Monte Mochuara/Moxuara
A imponência do Mochuara se destaca ao longe. Ao lado do Mestre Álvaro, na Serra, o Mochuara, em Cariacica, é o símbolo do município, como o Convento da Penha é o de Vila Velha. É habitat de diversas espécies ameaçadas de extinção, como o araçá-do-mato, o pau-d'alho, o cobi-da-terra, o cobi-da-pedra, o jequitibá e o jeriquitim. Sua fauna é composta de beija-flores, pica-paus, lagartos e outros bichos.
A grandiosidade do monte serviu de referência para os viajantes e aventureiros que, nos primeiros séculos de colonização portuguesa do Brasil, percorriam os sertões do Espírito Santo em busca de novas terras e riquezas minerais.
Na língua dos índios que habitavam o local, o nome "Mochuara" quer dizer "pedra irmã", mas relatos históricos dizem que, quando corsários Franceses chegaram à baía de Vitória, a neblina que encobria o monte lembrava um imenso pano branco. Daí a expressão mouchoir, que quer dizer "lenço", e se pronuncia "muchuá". Do Monte, descia o rio Cariacica, que deu nome ao município.

### Clima
O município de Cariacica tem verões quentes e invernos amenos. A média durante os invernos pode cair abaixo dos 18ºC e a sensação térmica pode chegar a 12ºC por causa dos ventos. A sede do município está a 46 metros acima do nível do mar e é circundada por serras. O recorde de temperatura positiva (calor) foi de 38ºC e o recorde de temperatura negativa (frio) foi de 10ºC durante a grande onda de ar frio em 1975, registrando-se também a menor temperatura da história da Grande Vitória, ao lado de Vila Velha, que fez 11º. O município de Cariacica possui um clima tropical "Aw", possuindo uma temperatura mais amena em sua sede que seus municípios vizinhos.

## Símbolos
A bandeira do município de Cariacica foi criada através do projeto de lei nº 9/1972, constando de um retângulo verde e branco, contendo no centro o brasão do município composto de um elenco de cores: verde, amarelo, azul, branco e vermelho, que representam os fatores da economia municipal alusivos à agricultura, pecuária e indústria.
Em 21 de janeiro de 1992, entrou em vigor a mudança na bandeira, através do projeto de lei CM - 50/1992 que após sancionada ganhou o nº 2310/1992 que insere no brasão a configuração do maciço "Mochuara", com sobreposição de torres compatíveis com a ciência a título de heráldica.
O brasão passou a ter a seguinte constituição: em campo azul, verde e vermelho, encimado pela cor mural de seis torres, sendo quatro a vista em perspectiva no desenho, em prata.
Ornamentos representados pelo prestigiado "Mochuara" em cinza; pela indústria, em preto e vermelho; e pela agropecuária, a cana-de-açúcar, o gado e banana. Listel de cor amarela, contendo o topônimo Cariacica ladeado pela data que assinala a emancipação do município (30 de dezembro de 1890), em vermelho.

## Economia

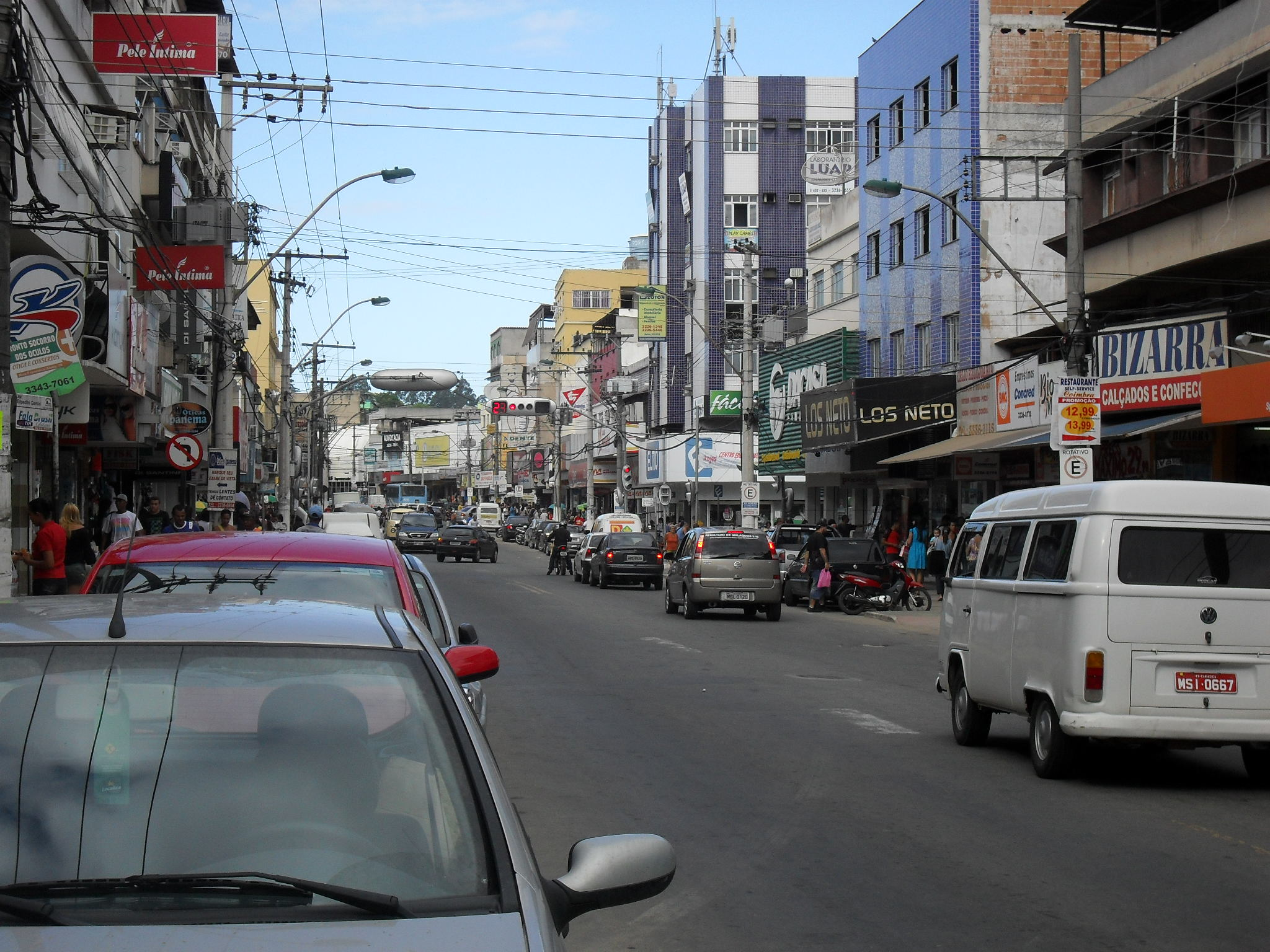
Rua comercial no bairro de Campo Grande

A economia da cidade é voltada para o setor terciário, comércio exterior e indústrias. O bairro de Campo Grande é o que concentra o maior contingente de lojas comerciais, sendo considerado o maior shopping a céu aberto do estado do Espírito Santo. É possível entrar em mais de 300 lojas em apenas uma rua, a Avenida Expedito Garcia, e achar diferentes produtos nas demais. Cariacica possui o "maior" porto seco da América Latina, além de várias empresas de logística. A cidade conta ainda com o Shopping Center Moxuara do Grupo Sá Cavalcante localizado na BR-262/101 no bairro de São Francisco, sendo o primeiro shopping center do município.
Fica sediado neste município o Grupo Águia Branca, um dos maiores grupos empresariais do país. Também são destaques no município a fábrica da Coca-Cola, a empresa Arcelor Mittal Cariacica e o Grupo Coimex.

## Cultura

### Carnaval de Congo
O Carnaval de Congo de Máscaras de Roda D'Água, que acontece em abril, é uma manifestação da cultura afro-brasileira, com grande influência indígena e que resiste ao tempo. O Carnaval de Congo de Cariacica é um antigo gesto em homenagem à padroeira do Espírito Santo. Contam os descendentes que, no passado, diante da dificuldade de locomoção até o Convento da Penha, os moradores decidiram homenagear a santa saindo pelas ruas da localidade em procissões animadas por tambores de congo. Com o passar dos anos, a festa cristã organizada pelos brancos misturou-se às raízes negras e nativas, dando origem ao carnaval.
Conta ainda a crença popular que os negros usavam acessórios que cobriam o rosto para não serem reconhecidos por seus senhores, originando-se daí o uso de máscaras. O Carnaval de Congo de Cariacica tem como objetivo promover a integração entre as bandas de congo do município e bandas convidadas, além de ser uma forma de proporcionar lazer à comunidade local e visitantes. Todo ano cerca de 10 mil pessoas participam da festa.

### Esporte
A cidade sediou no ano de 2019 a Copa do Mundo FIFA Sub-17 no Estádio Kleber Andrade. A competição também foi disputada nas cidades de Gama e Goiânia. O município ainda conta com o Estádio Engenheiro Alencar Araripe, uma das principais arenas do Espírito Santo e do esporte local.

### Conselho Municipal de Política Cultural de Cariacica (CMPCC)
O Conselho Municipal de Política Cultural de Cariacica faz parte do Sistema Municipal de Cultura que é coordenado pela Secretaria Municipal de Cultura, esta ligada diretamente ao chefe do poder executivo local. Além do Conselho, também como instância de articulação, pactuação e deliberação, temos a Conferência Municipal de Cultura. Esse sistema, criado pela Lei nº. 5.409, de 17 de julho de 2015, prevê como instrumentos de gestão o Plano Municipal de Cultura, o Sistema Municipal de Financiamento à Cultura, o Sistema Municipal de Informações e Indicadores Culturais e o Programa Municipal de Formação na Área da Cultura.

### Juventude em Cariacica
A juventude em Cariacica tem forte participação politica através de movimentos sociais e juventudes partidárias, liderados por Cristiano Porto Lopes, extinguiram o antigo conselho de juventude, que teve sua formação ilegal por um vicio de iniciativa da câmara de vereadores, não seguindo normas e regras de funcionamento, iniciando um árduo processo de construção de uma nova lei que fora sancionada em 2019, esta sim, seguindo os devidos ritos da legalidade, trata-se da Lei Municipal Nº 5.983, de 16 de maio de 2019.